# Електрически разряд
Електрически разряд (наричан също електростатичен разряд) е внезапното протичане на електрически ток между два обекта с различен електрически потенциал в резултат на допир между тях или под въздействието на електрично поле.Терминът се използва в електрониката и други индустрии за описание на протичането на моментни нежелани токове, които могат да повредят електронното оборудване.
За хората искрата създава дискомфорт, но може сериозно да повреди електронното обрудване или да причини пожар или експлозия в среда, съдържаща запалителни материали. Много от искровите разряди протичат без видима искра и без звук. Някои чувствителни електронни уреди могат да се повредят и от разряд с напрежение 12 V или ако не се повредят, то да се наруши тяхната надеждност.
Проблемът е много сериозен в микроелектрониката, например при интергралните схеми. Те се произвеждат от полупроводникови материали като силиций и изолатори като силициев диоксид. Всеки от тези два материала може да се повреди от високо напрежение и затова в тази индустрия се вземат специални мерки срещу натрупването на статично електричество.

## Видове разряд
Най-зрелищен е разрядът във вид на искра – искров разряд. Макар въздухът да е отличен изолатор при нормални условия, когато в него възникне силно (4 – 30 kV/cm) електрично поле, той се йонизира и става проводник. Създаването на проводящ канал в диелектрика се нарича диелектричен пробив. Частични диелектрични пробиви са причина за миризмата на озон по време на буря с мълнии или около високоволтово оборудване.
Докато малки искри, генерирани от статично електричество, може едва да се чуват, по-големи искри от електрически разряди (по време на буря например) са съпроводени с гръм. Светкавицата е пример за огромна искра, която може да е дълга километри. Цветът ѝ се определя от газовете, намиращи се на мястото на диелектричния пробив. В случай на светкавица разликата в потенциалите между облаците и земята, или между два облака, може да достигне милиони волтове. Протичащият ток води до експлозивно освобождаване на енергия, съпроводено със звукова вълна.
Искрите от електростатичен разряд могат да причинят сериозни експлозии – например в среда, която съдържа метан или въглищен прах. Катастрофата на „Хинденбург“ се обяснява с прескачането на искра и запалването на водорода, изтичащ от балона. Дирижабълът бил преминал през гръмотевична буря и вероятно е имал натрупано статично електричество. При спускането на въжетата за кацане то се разрежда в земята и възниква пожар и експлозия.
Коронният разряд е разновидност на искровия, но се наблюдава в рязко нехомогенни електрически полета – обикновено около върха на остриета или около тънки проводници. Той се изразява в синкаво светене („корона“) и се обяснява с голямата плътност на заряда около тях. В малка област около проводника се образува йонна лавина.
Електрическа дъга е разрядът между два близко разположени графитни електрода в газова среда.